# Nathan Gamble
Nathan Gamble (ur. 12 stycznia 1998 w Tacoma w stanie Waszyngton) – amerykański aktor dziecięcy, syn reżyserów teatralnych, prowadzących teatr dla dzieci.
Zadebiutował jako Mike Jones w filmie "Babel", za który był nominowany do nagrody Young Artist 2007.
Występował później w następujących filmach kinowych: "Dry Rain" (2007) jako Joey, "Saving Sam" (2007), "Diggers" (2007), "The Mist" - pol. tytuł "Mgła" (2007) jako Billy Drayton - za tę rolę w roku 2008 otrzymał drugą nominację do Young Artist Award, "The Dark Knight" - pol. "Mroczny Rycerz" (2008) jako James Gordon Jr., "Marley & Me" (2008) – pol. "Marley i Ja" jako Patrick, "The Hole" (2010) – pol. "Strach" jako Lucas Thompson, "A Dolphin's Tale" (2011) – pol. "Mój przyjaciel Delfin" jako Sawyer, "25 Hill" (2011) jako Trey Caldwell, "Robosapien: Rebooted" (2011) jako Caleb, "Deadpool" (2011) i "A Dolphin's Tale 2".
W telewizji Nathan Gamble zadebiutował w 2006 roku, jako Tommy Rader, rolą w serialu "Runaway" (2006-08) – pol. "Uciekinierzy". W roku 2007 zagrał epizodyczne role w crossoverach seriali: "CSI: Crime Scene Investigation" (pol. "CSI: Kryminalne zagadki Las Vegas") i "Without a Trace" (pol. "Bez śladu"), a w roku 2008 również epizody w crossoverach seriali: "House M.D." (pol. "Dr House") i "Ghost Whisperer" (pol. "Zaklinacz dusz"). W 2009 roku zagrał rolę Henry’ego Pryora, syna tytułowego bohatera serialu komediowego "Hank". W tym samym roku wystąpił, jako Poe Malloy, w filmie telewizyjnym "Captain Cook's Extraordinary Atlas". W roku 2010 zagrał rolę Daniela w filmie "Displaced". Film powstał na zlecenie miasta Seattle jako odcinek serialu "Water Calling" i był emitowany w Seattle Channel. W roku 2010 zagrał również epizody w serialach: "Private Practice" (pol. "Prywatna praktyka"), jako Cody i "Good Luck Charlie" (pol. "Powodzenia, Charlie!") jako Austin.